# Pedro Luis Escrivá

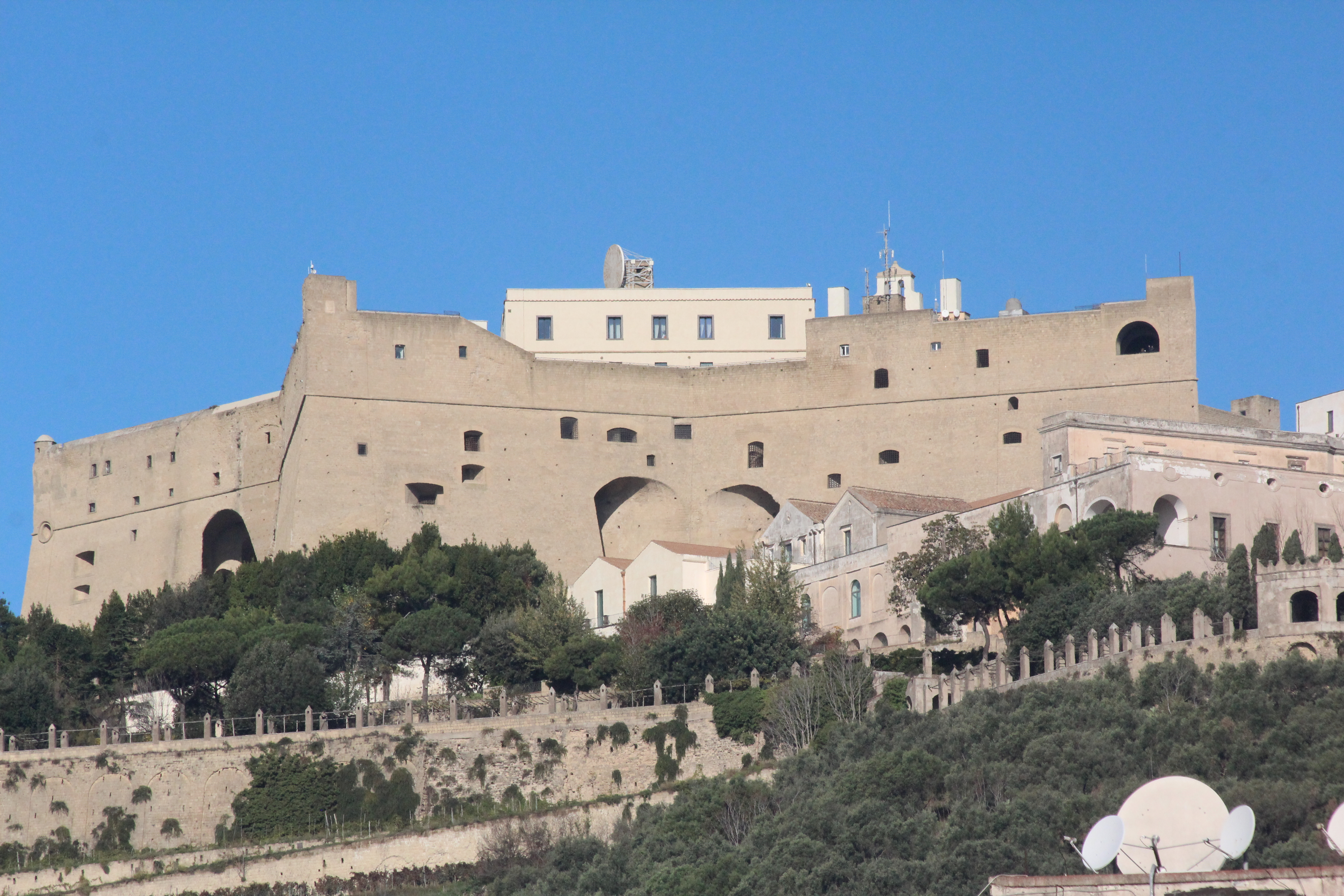
Castillo San Telmo, Nápoles

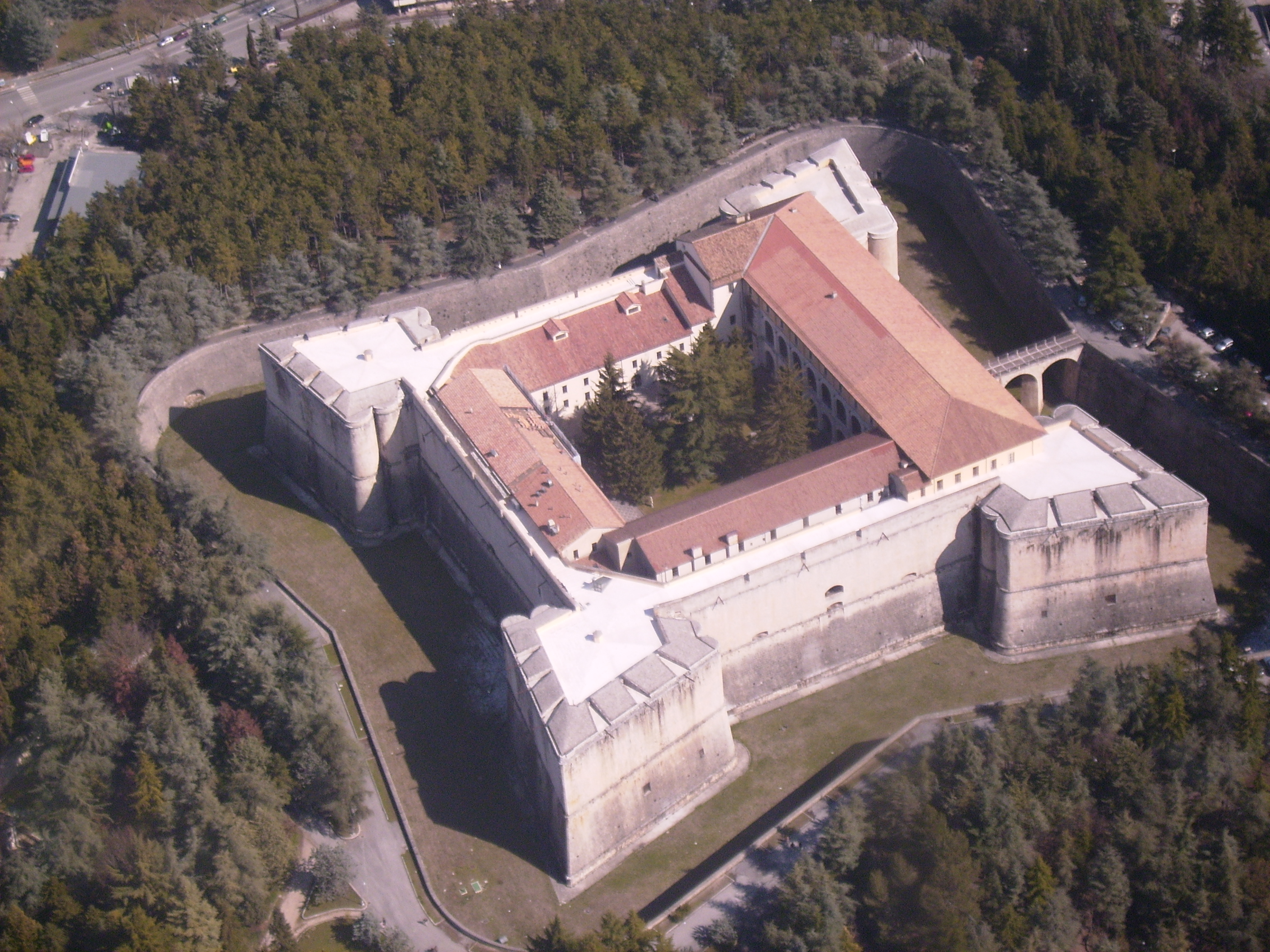
Fuerte Español, Aquila

Pedro Luis Escrivá (Valencia, ca. 1490 - ?) fue un importante arquitecto militar al servicio de Carlos V.
Procedía de una familia noble. Entró en la Orden de San Juan de Jerusalén. Como soldado participó en la revuelta de los Comuneros y en el asedio de Nápoles, defendiendo la ciudad italiana ante el francés Lautrec. Fue discípulo del ingeniero militar Gabriele Tadino, y es el autor de una Apología publicada en 1538. Se le atribuye erróneamente la autoría de la obra Veneris Tribunal (1537), dedicada a Francesco Maria della Rovere.
Les fortificacions más notables de Escrivá son el Fuerte Español de L'Aquila y el Castillo San Telmo de Nápoles; este último presenta una planta estrellada.
Otra obra de Escrivá es la Torre di Martinsicuro, continuada por Martin de Segura.